# Charles Inojie
 (janvier 2023).
Charles Inojie, né le 4 décembre 1970 à Urowa, est un acteur, comédien, réalisateur et producteur nigérian. Il est principalement connu pour ses rôles comiques.

## Biographie

### Jeunesse et éducation
Charles est né le 4 décembre 1970 à Urowa, dans l'État d'Edo et issu d'une famille royale. Il a grandi avec sa grand-mère, et se souvient à peine de sa mère car, très jeune, il a été envoyé dans un autre lieu géographique dans le but de tenir compagnie à sa grand-mère vieillissante. Il aspirait à devenir un jour avocat, mais il a changé d'avis lorsqu'il a fréquenté le centre de villégiature pour écrivains de Bode Osoyin, où il a décidé d'acquérir un certificat en art dramatique. En 1993, il atteint cet objectif et sera plus tard diplômé de l'université de Port Harcourt en 1999.

### Carrière
Après avoir pris la décision de s'aventurer dans le métier d'acteur, il rejoint différents clubs d'art dramatique et de théâtre dans sa ville locale et commence à jouer sur scène. Il décide ensuite d'acquérir plus de connaissances dans le domaine de l'art dramatique et s'inscrit à un programme d'un an au Bode Osoyin's Writers Resort, où il obtient un certificat en art dramatique après avoir terminé le programme en 1993. Après avoir obtenu son diplôme de l'université de Port Harcourt en 1999, il s'installe dans l'État de Lagos. Il devient l'assistant réalisateur de la société de production de Lancelot Oduwa Imasuen.
En 2016, les membres de la Screen Writers Guild of Nigeria (SWGN) ont désigné à l'unanimité Inojie comme président de leur syndicat.

## Vie privée
Inojie est marié et a deux enfants.

## Filmographie

### Films notables
- Dinner (2016)
- The Royal Hibiscus Hotel (2017)
- The Desperate Housewife[5]
- Nneka the Pretty Serpent (2020)
- Badamasi (2020)
- My Village People (2021)[6]
- Aki and Pawpaw

### Série télévisée
- The Johnsons (dans le rôle de Lucky Johnson)